# Jacques Herzog

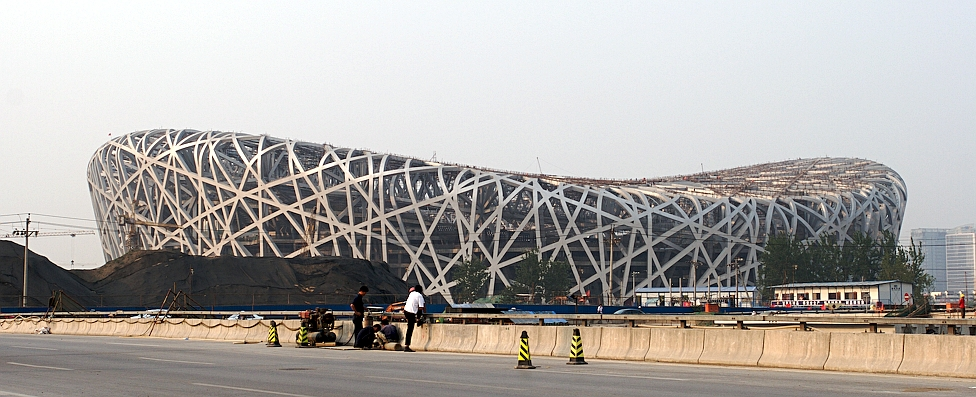
Stadion Olimpijski w Pekinie

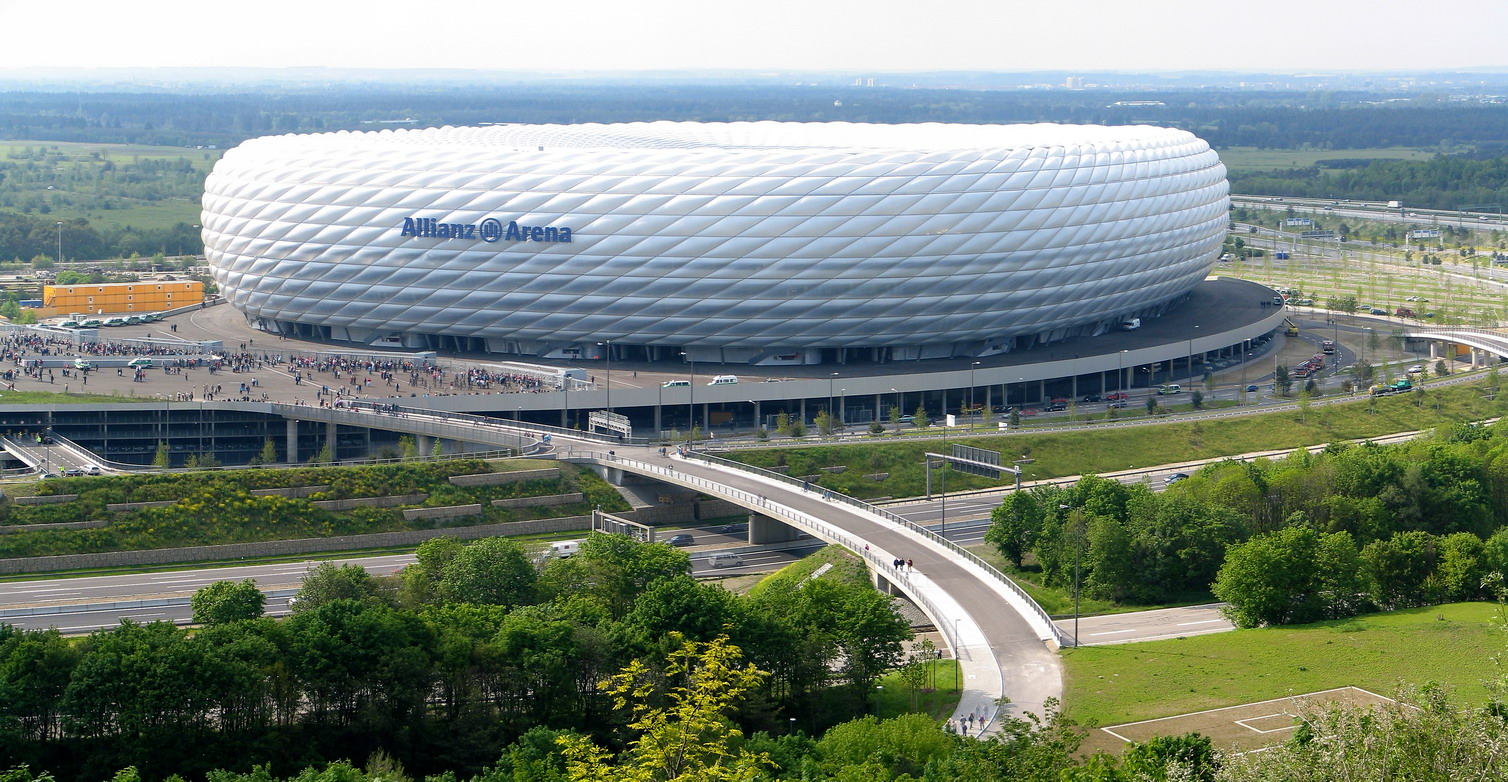
Arena Allianza

Jacques Herzog (ur. 19 kwietnia 1950 w Bazylei) – szwajcarski architekt, współzałożyciel biura Herzog & de Meuron. W 2001 wraz ze swoim wspólnikiem, Pierre'em de Meuron otrzymał Nagrodę Pritzkera, a w 2007 prestiżową nagrodę Praemium Imperiale.
Herzog w 1975 ukończył Konfederacyjną Akademię Techniczną w Zurychu (ETHZ). Następnie pracował u Aldo Rossiego i profesora ETHZ Dolfa Schnebliego, którego asystentem został w 1977. W 1978 założył biuro Herzog & de Meuron. Herzog wykładał gościnnie na Cornell University w Ithace (1983), na Harvardzie (1989) i Tulane University w Nowym Orleanie (1991).